# Ширман Яків Давидович
Ши́рман Я́ків Дави́дович (17 листопада 1919, Москва — 8 квітня 2010, Харків) — радянський вчений в галузі радіотехніки та радіофізики, доктор технічних наук (1960), професор (1961), заслужений діяч науки і техніки України (1967), лауреат Державних премій СРСР (1979, 1988).

## Біографія
Я. Д. Ширман народився 17 листопада 1919 року в м. Москва. У 1941 році закінчив 4 курси електрофізичного факультету Московського енергетичного інституту, продовжити навчання в інституті завадила війна. У червні-вересні 1941 року Яків Давидович брав участь у зведенні оборонних рубежів у Смоленській області, пізніше поступив до Ленінградської військової повітряної академії (ЛВПА), яку закінчив у 1944 році. Протягом навчання у академії брав участь у бойових діях Південно-Західного фронту як помічник штурмана авіаційного корпусу з навігації.
У 1947 році закінчив ад'юнктуру при ЛВПА, наступного року захистив кандидатську дисертацію на тему теорії імпульсного радіозв'язку. У 1946 році почав викладацьку діяльність, спочатку на кафедрі авіаційного радіозв'язку ЛВПА, з 1949 року — на кафедрі теоретичних основ радіотехніки і радіолокації Військової інженерної (раніше Артилерійської) радіотехнічної академії ППО у місті Харків. У 1950 році став заступником начальника, у 1959 році — начальником кафедри ТОРЛ ВІРТА. На цій посаді він перебував до 1980 року.
У 1960 році Я. Д. Ширман захистив докторську дисертацію на тему «Проблема повышения разрешающей способности импульсных радиолокаторов по дальности без сокращения длительности зондирующих радиоимпульсов», у 1961 році йому було присвоєно звання професора.
В останні роки життя — провідний науковий співробітник НВЛ Харківського університету Повітряних сил. Помер 8 квітня 2010 року, похований у Харкові.

## Наукова діяльність
Яків Давидович Ширман є засновником визнаної у всьому світі наукової школи «Статистична теорія та техніка підвищення інформативності та перешкодозахищеності радіотехнічних приладів і систем». Основними результатами досліджень наукової школи стали:
- розвиток статистичної теорії роздільності
- розвиток теорії та впровадження в практику локаційного виявлення та супроводу нових методів обробки широкосмугових (складних) сигналів
- розвиток теорії та техніки, поширення галузей застосування швидкого спектрального та спектрально-часового аналізу сигналів у широкій смузі частот на основі техніки стиску.
- розвиток теорії, вдосконалення, поширення галузі застосування та впровадження в техніку адаптивних пристроєв перешкодозахисту
- дослідження методів розпізнання локаціонних цілей з використанням та без використання надширокосмугових сигналів

Я. Д. Ширман є автором 400 наукових робіт, винаходів, монографій, підручників і навчальних посібників. Починаючи з кінця 50-х років і далі виконав основоположні роботи по статистичній теорії просторово-часового розділення і надрозділення сигналів. Ще в 1951 р. (АС 1385) запропонував перейти в системах селекції рухомих цілей від однократного черезперіодного віднімання до багатократного, що використане в багатьох РЛС.
Незалежно від іноземних дослідників, запропонував в 1956 р. (АС № 146803) метод стискування широкосмугових радіоімпульсів і забезпечив в 1959 році його перевірку на макеті РЛС на дальностях до 200 км, що також використане в багатьох РЛС. Спектральний аналіз на основі техніки стискування (1961, АС № 347004) привів до створення принципово нових станцій пасивної локації (радіотехнічної розвідки). На основі створеної теорії розділення були вперше розроблені (АС № 295267, 324956) пристрої автоматичної компенсації активних перешкод, що накладаються, перевірені експериментально в 1963–1964 роках, що стало поштовхом до впровадження в РЕП просторово-часової адаптації до перешкод. Я. Д. Ширман — ініціатор робіт по надширокосмуговій локації і розпізнаванню цілей по їх дальністних портретах. Ще в 1963–1964 роках під його керівництвом був випробуваний макет РЛС з дальністю 100… 150 км при смузі частот сигналу 75 Мгц, що набагато перевищувала відомі тоді смуги. Експерименти і моделювання продовжили роботу по комплексних методах розпізнавання цілей і виявлення скритних сигналів.
З наукової школи Я. Д. Ширмана вийшло 20 докторів наук, 60 підготовлених особисто ним кандидатів наук, 5 лауреатів Державної премії СРСР, лауреат премії Уряду Російської Федерації, заслужені діячі науки України, заслужені винахідники Російської Федерації та України.

### Наукові праці
- Ширман, Я.Д. Радиоволноводы и объемные резонаторы / Я. Д. Ширман. – М. : Связьиздат, 1959. – 379 с.
- Ширман Я. Д. , Манжос В. Н.Теория и техника обработки радиолокационной информации на фоне помех. – М. : Радио и Связь, 1981. - 416 с.
- Yakov D.Shirman (Editor). Computer Simulation of Aerial Target Radar Scattering, Recognition, Detection, and Tracking. – Artech House, 2002 - 294 p.
- Радиоэлектронные системы: Основы построения и теория. Справочник. Издание второе, переработанное и дополненное. Авторы: Я. Д. Ширман, С. Т. Багдасарян, А. С. Маляренко, Д. И. Леховицкий, С. П. Лещенко, Ю. И. Лосев, А. И. Николаев, С. А. Горшков, С. В. Москвитин, В. М. Орленко. Под редакцией Я. Д. Ширмана.  – М.: Радиотехника, 2007. - 512 с.
- Ширман Я. Д. Разрешение и сжатие сигналов – М. : Советское радио, 1974. – 360 с.
- Ширман Я. Д. Теоретические основы радиолокации. — М : Советское радио, 1970. — 560 с.

## Нагороди та вшанування
- Медаль «За оборону Москви»
- Медаль «За перемогу над Німеччиною»
- Орден Вітчизняної війни 2-го ступеня
- Орден Трудового Червоного Прапора (двічі)
- Орден Богдана Хмельницького 1-го, 2-го та 3-го ступенів
- Диплом Німецького Інституту навігації (2003)
- Почесний член Академії наук прикладної радіоелектроніки, Fellow IEEE (2004).
- Державна премія СРСР за праці в галузі радіолокації (1979)
- Державна премія СРСР з науки за цикл праць зі статистичної теорії радіоелектронних систем та пристроїв (1988)
- Заслужений діяч науки і техніки України
- Почесний радист СРСР
- Премія IEEE AESS за піонерські досягнення у галузі радіолокації (2009)